# Грације
Грације у римској митологији или Харите (грч. Χάριτες) у грчкој митологији.

## Грације
Грације у римској митологији назив за нижа божанства, којима је грчка митологија дала име Харите (грч. Χάριτες). Оне су кћери Зевса и Еуриноме, а персонификују својства богиње Афродите, чије су пратиље. Често се јављају и као пратња Ероса и Диониса.
Обично се помињу три Грације:
- Аглаја - Лепота
- Еуфросина - Радост
- Талија - Цват, блаженство

Постојао је и посебан култ у њихову част (старо светилиште у Орхомену у Беотији), а антички песници често су их опевавали. Од ренесансе надаље, многи су их уметници сликали: Рафаел, Сандро Ботичели, Петер Паул Рубенс и други.

## Харите
Харите (грч. Χάριτες) или Khárites у грчкој митологији су богиње љупкости и лепоте, људског шарма и плодности. Харитама су пандан у римској митологији (лат. Gratiae) Грације. 
Харите су сматране кћеркама Зевса и Еуриноме, мада неки извори говоре да су то кћерке Диониса и Афродите или Хелија и нимфе Егле.
Прве три Харите:
- Аглаја (грч. Ἀγλαΐα) - Лепота
- Еуфросина (грч. Εὐφροσύνη) - Радост
- Талија (грч. Θαλία) - Задовољство

Према Спартанцима трећа је била Клета.
Млађе Харите, кћерке Хефеста и Аглаје:
- Еуклеја
- Еутенија
- Еуфема
- Филофросина

Спомињу се и остале Харите:
- Ауксо
- Харита
- Хегемона
- Фена
- Паситеја

Паузаније пише да није успео да открије ко је Харите први приказао без одеће, што је постало традиција у представи о Харитама - Приказиване су најчешће као лепе, голе младе девојке.
Хомер их је повезивао и сматрао их Афродитиним помоћницама, а повезиване су и с подземљем и елеузинским мистеријима. Харитама је била посвећена река Кефис близу Делфа.
Он су биле су заштитнице љупкости и шарма, као помоћнице Афродите, богиње љубави.
Три наге Харите позната су скулптура из хеленистичко доба, од које је сачувано неколико копија.

## Галерија
- Три Грације
 Рафаело
- Три Грације
 Сандро Ботичели
- Три Грације
 Рубенс
- Три Грације
 Ван Ло
- Три Грације
 Лука Кранах
- Три Грације
 Помпеји
- Три Грације
 Џејмс Прајдер
- Три Грације
 Жан Рене